# Foveaux-Häuschen

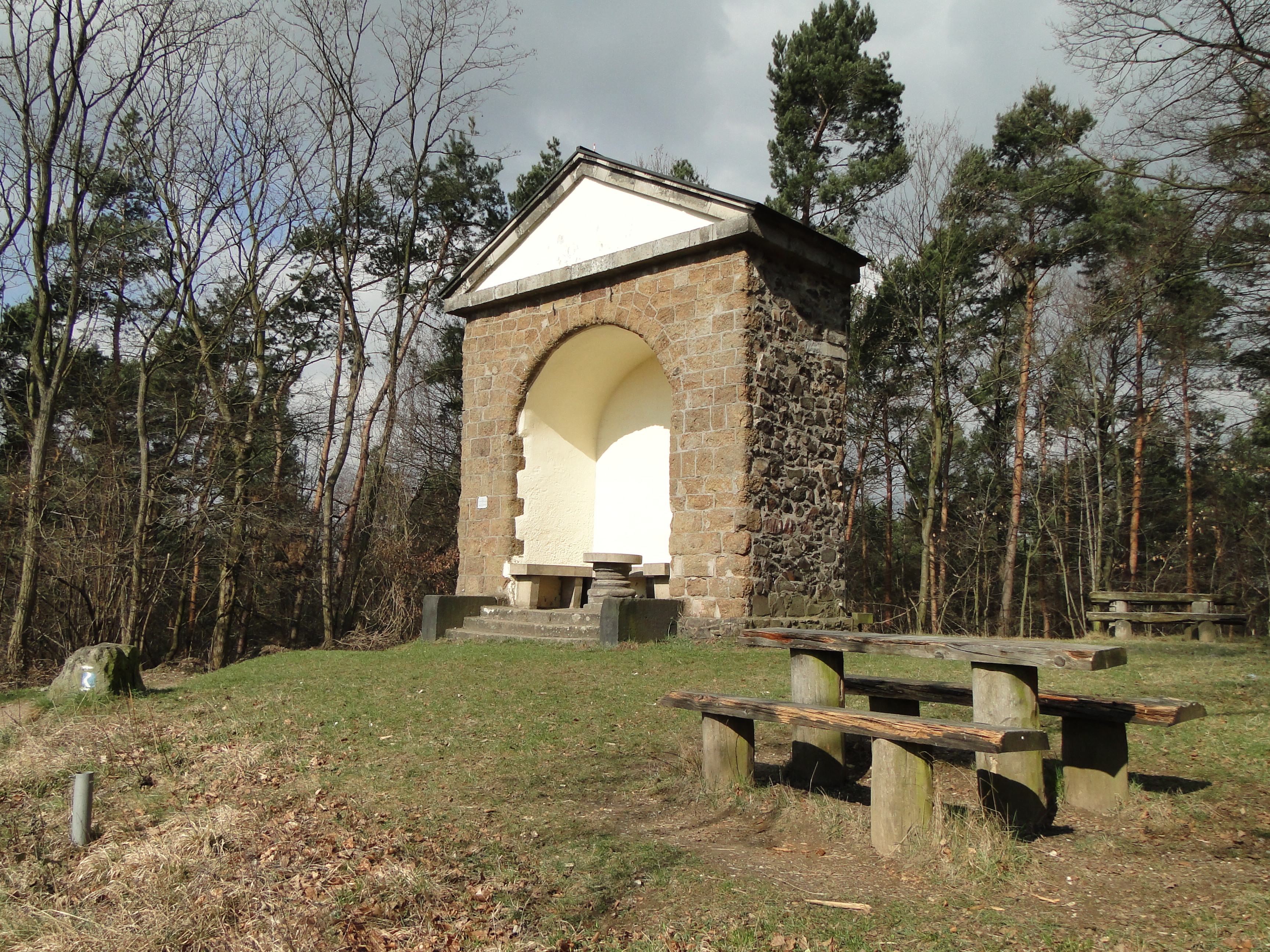
Das Aussichtshäuschen im Frühjahr 2012

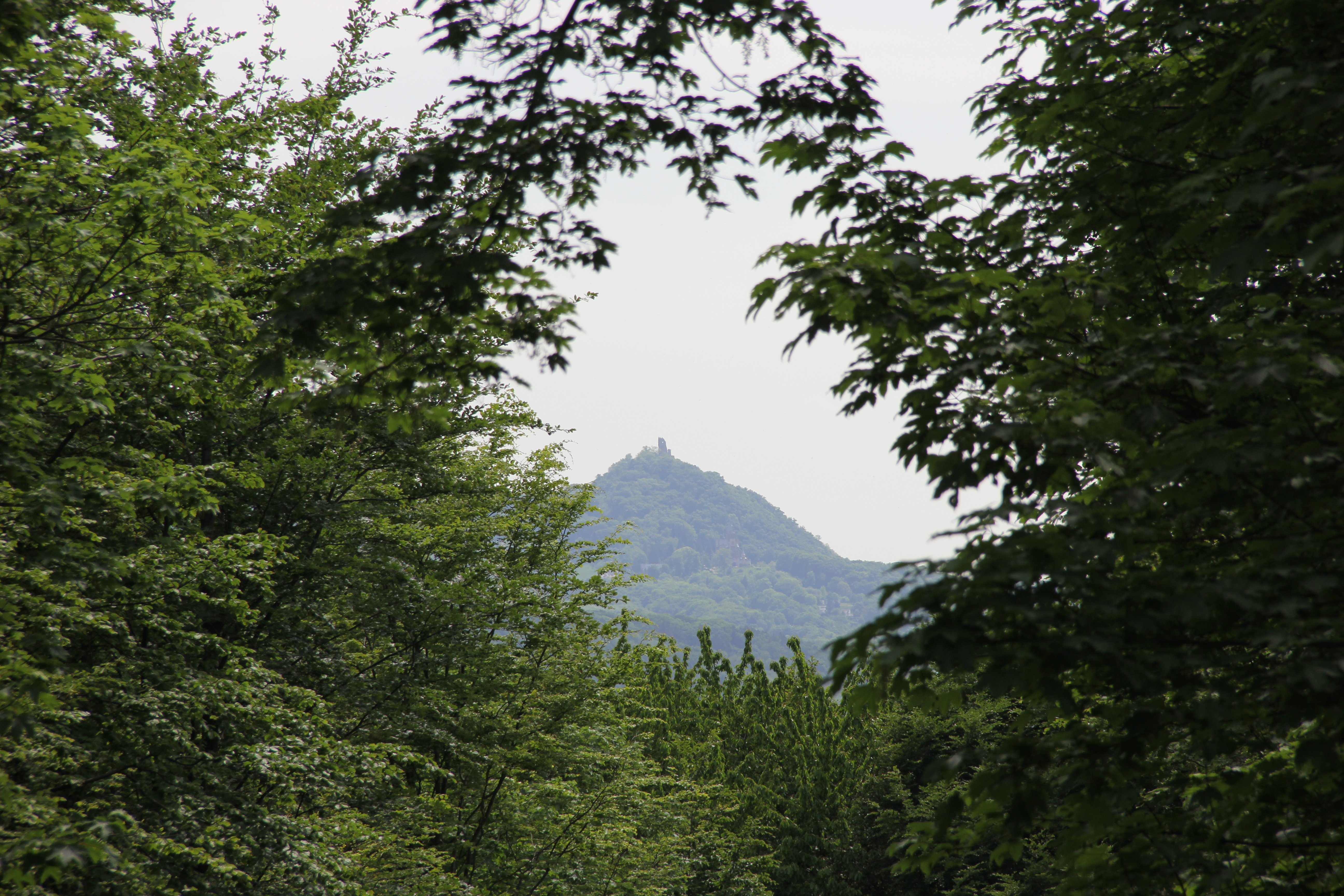
Freigeschlagene Sichtachse auf den Drachenfels im Mai 2015

Das Foveaux-Häuschen ist ein historisches Aussichtshäuschen im bewaldeten Ennert-Höhenzug des rechtsrheinischen Bonner Stadtbezirks Beuel. Es liegt am Foveauxweg rund 150 m ü. NHN auf dem dem Ortsteil Küdinghoven zugehörigen westlichen Plateau des Ennert-Bergs. Der Rhein liegt etwa 1600 Meter entfernt.
Der Pavillon steht als Baudenkmal unter Denkmalschutz. Das Foveaux-Häuschen gehört zu den Attraktionen des Ennertwaldes, der als Naherholungsgebiet für den Köln/Bonner Ballungsraum eine wichtige Erholungsfunktion einnimmt.

## Geschichte
Das Gebäude wurde um 1820 von einem bedeutenden Kölner Tabakfabrikanten, Heinrich Josef Foveaux (1763–1844), erbaut. Foveaux hatte in dieser Gegend am Rhein einen Besitz erworben, den er als Sommersitz nutzte. 1852 wurde der Aussichtspunkt an die Familie Bleibtreu verkauft, die im Ennert auf der nahen Hardt Bergbau betrieb. Später gab es neben dem Häuschen eine Gartenwirtschaft. Am Foveaux-Häuschen rasteten Wanderer und Studenten zur Zeit der Rheinromantik und genossen den Blick auf das Siebengebirge und ins Rheintal.

„Unbeschreiblich ist das Rundgemälde, welches sich von diesem Punkte aus nochmal in dem ganzen Reize seiner grossartigen Schönheit vor den Blicken entfaltet. Das weite linke Rheinufer von Bonn bis hinauf nach Rolandseck, dehnt sich in seiner Herrlichkeit hin, und majestätisch thürmen sich des Siebengebirgs Kuppen und die fernen Linzer Gebirge an dem rechten Ufer auf, ein erhabenes Bild, von dem Niemand gern scheidet.“

Angeblich ließen zechende Bonner Studenten von hier aus leergetrunkene Bier- und Weinfässer den Berg herunterrollen.
Das Häuschen wurde 1992 vom Bürgerverein Küdinghoven renoviert und dabei das Dach mit Kupferblech eingedeckt. Dieses Metalldach wurde zum Jahresende 2017 gestohlen. Im Winter 2014 wurde auf Betreiben des Bürgervereins eine der früheren, mittlerweile zugewachsenen Sichtachsen durch Fällung von rund 50 Bäumen wieder hergestellt. Seitdem ist der rund acht Kilometer entfernt liegende Drachenfels erkennbar.

## Architektur
Der offene Pavillon ist im klassizistischen Stil gehalten, er erinnert an ein Tempelportal. Markant ist der verputzte Dreiecksgiebel. Die Außenwand des  Häuschens besteht aus behauenen Sandsteinquadern und Basaltsteinen aus örtlichen Steinbrüchen. Außerdem soll Abbruchmaterial der Ruine des Klosters Heisterbach verbaut worden sein.
Innen befindet sich eine Sitzgruppe, die aus drei Steinbänken und einem runden Tisch besteht. Die Platte des Steintisches ruht auf einem Säulenrest der Heisterbacher Abteikirche.